# A Pretty Guardian Sailor Moon epizódjainak listája
Ez a szócikk a Pretty Guardian Sailor Moon című élőszereplős akciósorozat epizódjainak listáját tartalmazza. A sorozatot Japánon kívül egy országban sem vetítették, de rajongói feliratozással több nyelven is elérhető, emellett a hozzá kötődő ajándéktárgyakat az interneten több helyen is forgalmazzák. Összesen 49 rész került adásba 2003 októbere és 2004 szeptembere között, ebből az utolsó, az úgynevezett "Final Act" kicsit különbözik a többitől. Készült két, DVD- és VHS-exkluzív rész is, a "Special Act" és az "Act Zero". Utóbbi lemezére felkerült két úgynevezett „mini drama” is, ezek egy-egy, nagyjából ötperces rövid történetet tartalmaznak.

## Epizódlista
| 1 | I am Sailor Moon                                      | 2003. október 4.     |
| A tizennégy esztendős Cukino Uszagi életében nagy változás áll be, amikor a beszélő macska, Luna közli vele, hogy ő Sailor Moon, a szeretet és az igazság harcosa, akinek segítenie kell megkeresni az elveszett holdhercegnőt. A gonosz Dark Kingdom vezetője, Beryl, és Jadeite azonban a városban aktivizálja magát, hogy energiát szerezhessenek úrnőjüknek. |                                                       |                      |
| 2 | Ami Became a Friend                                   | 2003. október 11.    |
| Uszagi összebarátkozik az iskola kis zsenijével, Mizuno Amival, akiről hamarosan kiderül, hogy ő is egy holdharcos, Sailor Mercury. |                                                       |                      |
| 3 | The Third Senshi is Miko Rei                          | 2003. október 18.    |
| Miközben a rejtélyes Ezüstkristályt és az újabb holdharcosokat keresik, Uszagi és Ami belebotlanak egy különös papnőbe. Róla hamarosan kiderül, hogy ő Hino Rei, azaz Sailor Mars, a tűz harcosa. |                                                       |                      |
| 4 | Sneaking into the Party                               | 2003. október 25.    |
| A harcoslányok bejutnak egy rendezvényre, ahol bemutatnak egy rejtélyes ékkövet, mely akár az Ezüstkristály is lehet. Itt azonban bajba keverednek, és Sailor Moon valamint a titokzatos Álarcos Férfi együtt próbálnak kikeveredni a galibából. |                                                       |                      |
| 5 | Is Usagi a True Friend?                               | 2003. november 1.    |
| Ami elkezd kételkedni Uszagi barátságában, de egyben önmaga képességeit is alulbecsüli. Mindeközben egy új tábornok, Nephrite jelenik meg a színen, s ő is az Ezüstkristályt keresi. |                                                       |                      |
| 6 | The Transfer Student is Sailor Jupiter                | 2003. november 8.    |
| Egy erős, magas, de rendkívül magányos lány, Kino Makoto kerül Uszagiék iskolájába. A lányok hamar összebarátkoznak vele, s csakhamar kiderül róla, hogy ő Sailor Jupiter, az egyik holdharcos. |                                                       |                      |
| 7 | He Saw Me Transforming!                               | 2003. november 15.   |
| Uszagi azt hiszi, hogy a jóképű Motoki lehet az Álarcos Férfi. Megpróbál utánajárni a dolognak, ezért követi a fiút egy vidámparkba. Ott azonban egy szörny lendül támadásba, s ezért kénytelen átváltozni Motoki barátjának, Mamorunak a szeme láttára. |                                                       |                      |
| 8 | Rei and Her Father                                    | 2003. november 22.   |
| Rei és az apja között eléggé feszült a viszony, és a lány megpróbálja a helyére tenni a dolgokat. Eközben Uszagi úgy dönt, részt vesz egy jelmezversenyen. |                                                       |                      |
| 9 | I'll Protect the Legendary Silver Crystal             | 2003. november 29.   |
| A hírekben felbukkan, hogy egy álarcos bűnelkövető ékszerrablásokat hajt végre, s közben az Ezüstkristályt keresi. Uszagi megpróbálja bebizonyítani, hogy az Álarcos Férfinak semmi köze ehhez. |                                                       |                      |
| 10 | I am Queen Beryl, King of Darkness                    | 2003. december 6.    |
| Uszagi dühösen elmegy otthonról, miután összeveszett a családjával. Zoisite egy melódiát komponál, mellyel a holdharcosokat akarja elpusztítani. Beryl megjelenik a holdharcosok előtt, és elmeséli a Hold királyságának történetét. |                                                       |                      |
| 11 | We Got to Meet the Real Minako                        | 2003. december 13.   |
| Makoto és Uszagi nővéreknek álcázzák magukat, hogy bejussanak a kórházba, ahol a balesetet szenvedett sztárt, Aino Minakót ápolják. Minako felfedezi, hogy Uszagi valójában Sailor Moon. |                                                       |                      |
| 12 | Sailor V's True Identity was the Princess!            | 2003. december 20.   |
| Minako úgy dönt, hogy jobban meg akarja ismerni Uszagit. Zoisite egy támadás következtében meghal, Sailor V pedig megjelenik a harcosklányok előtt, s a hercegnőként mutatkozik be. |                                                       |                      |
| 13 | The Last of the Shitennou, Kunzite Appears            | 2003. december 27.   |
| Uszagi és Mamoru találkoznak egy emberrel, aki nem emlékszik a saját kilétére sem. Valójában azonban ő Kunzite, a négy tábornok egyike, aki megtámadja Sailor Moon-t, hogy őt is szörnnyé változtassa. |                                                       |                      |
| 14 | Usagi is Turning Into a Youma?                        | 2004. január 10.     |
| Kunzite gonosz átka miatt Uszagi lassan szörnnyé változna, ám saját ereje és Ami bátorítása végül segítenek neki leküzdeni önmagát. |                                                       |                      |
| 15 | I'll Punish the Thief!                                | 2004. január 17.     |
| Minakótól elrabolnak egy ékszert, Uszaginak pedig feltett szándéka visszaszerezni azt. |                                                       |                      |
| 16 | I Must Save Osaka!                                    | 2004. január 24.     |
| Naru irigykedik Amira, amiért Uszagi inkább vele barátkozik, de viszonyukat egy szörny támadása után kénytelen átértékelni. |                                                       |                      |
| 17 | Minako Transforms in Front of Rei's Eyes              | 2004. január 31.     |
| Rei és Minako rivalizálni kezdenek. Uszagi egy másik lánnyal látja Mamorut, és összezavarodnak az érzései. |                                                       |                      |
| 18 | At Last, All Five Sailor Senshi are Together          | 2004. február 7.     |
| Minako és Rei rivalizálása tovább folytatódik. Uszagi döbbenten értesül róla, hogy Mamoru eljegyezte a barátnőjét. |                                                       |                      |
| 19 | Usagi's Nervous Valentine                             | 2004. február 14.    |
| Uszagi segít egy lánynak, hogy Valentin-napra csokit vegyen szíve választottjának, és ő is úgy dönt, hogy meglepi valamivel az Álarcos Férfit. Rei közben gyanakodni kezd arra, hogy Minako hátha nem is a keresett hercegnő. |                                                       |                      |
| 20 | Hina was Mamoru's Fiancee                             | 2004. február 21.    |
| Uszagi és Mamoru kettős randin vesznek részt. Eközben a városban rengeteg szörny jelenik meg, s a kínálkozó alkalmat kihasználva Kunzite elrabolja Sailor Mercury-t. |                                                       |                      |
| 21 | What did you Do to Ami?                               | 2004. február 28.    |
| Ami nagyon furcsán kezd el viselkedni, ezért Makoto a gondját viseli. Hamarosan megjelenik azonban Kunzite, és a harcoslányok elképedésére Ami Dark Mercuryvá változik át, majd nekik támad. |                                                       |                      |
| 22 | Ami Becomes an Enemy                                  | 2004. március 7.     |
| Ami az iskolában is a lányok ellen áskálódik, s mindenkit ellenük uszít. Sailor Moon új képességre tesz szert, mellyel megpróbálja visszatéríteni Dark Mercury-t, egyelőre sikertelenül. |                                                       |                      |
| 23 | In Order to Awaken her Senshi Powers, Rei Sings       | 2004. március 14.    |
| Minako arra bátorítja Rei-t, hogy énekeljen egy kórházban beteg gyerekek előtt. Ennek hatására új erőre tesz szert. |                                                       |                      |
| 24 | 'I Can't Forget Mamoru Chiba After All                | 2004. március 20.    |
| Motoki elmondja Uszaginak, hogy Mamoru hosszabb időre külföldre utazik tanulmányi útra. Zoisite megpróbálja visszaadni Mamoru memóriáit, Kunzite pedig megpróbálja őt megölni. Mindeközben Uszagi rájön, hogy valójában ő az Álarcos Férfi. |                                                       |                      |
| 25 | So Tuxedo Mask's True Identity was Mamoru Chiba       | 2004. március 27.    |
| Mamoruval szakít menyasszonya, miután rájön az Uszagival kapcsolatos érzéseire. Kunzite és Dark Mercury Sailor Moon-ra támadnak, az Álarcos Férfi azonban felfogja a támadást, és súlyosan megsérül. Ez akkora sokkot vált ki Sailor Moon-ból, hogy végül megmutatkozik valódi énje: a hercegnő.                                                                 |                                                       |                      |
| 26 | Usagi is the Real Princess                            | 2004. április 3.     |
| A harcoslányoknak meg kell barátkozniuk a gondolattal, hogy Uszagi a keresett hercegnő. Luna eközben visszaadja az emlékeiket, mert Metalia úrnő végül öntudatra ébredt. Mamoru arra készül, hogy külföldre utazzon. |                                                       |                      |
| 27 | Luna Became a Sailor Senshi                           | 2004. április 17.    |
| Miközben a harcoslányok azon tanakodnak, hogyan térítsék vissza Dark Mercuryt a jó oldalra, egy új harcos jelenik meg a színen, hogy segítsen nekik: Sailor Luna. |                                                       |                      |
| 28 | Welcome Back, Ami!                                    | 2004. április 24.    |
| Uszagi még Kunzite közbelépése ellenére is megmenti Mercuryt a Dark Kingdom szorításából, s így ő is a csapat tagja lesz. |                                                       |                      |
| 29 | Minako's Rival, Mio Kuroki, is a Transfer Student?    | 2004. május 1.       |
| Kuroki Mio, Minako legfőbb riválisa ugyanabba az iskolába iratkozik be, ahová a lányok is járnak. Ők azonban nem tudják eldönteni, a lány barát-e vagy ellenség? |                                                       |                      |
| 30 | Mio Deceives Usagi                                    | 2004. május 8.       |
| Uszagi csúnya sérülést okoz Miónak, amiért az osztálytársai nagyon dühösek rá. Hogy megbocsátását elnyerje, Mio azt a feltételt szabja, hogy rendezzen csak az ő kedvéért egy Minako-koncertet. |                                                       |                      |
| 31 | Jupiter Awakens her Senshi Powers                     | 2004. május 15.      |
| Makoto bosszús, mert ő az egyetlen holdharcos, akinek a valódi holdharcosi ereje nem mutatkozott meg. A lányok azon vannak, hogy megerősítsék a lecsökkent önbizalmát. |                                                       |                      |
| 32 | Mamoru Came Back                                      | 2004. május 22.      |
| Uszagi észreveszi, hogy Mamoru elutazott, és minden erejével azon van, hogy utánautazhasson külföldre. |                                                       |                      |
| 33 | Ami's Changing Schools?                               | 2004. május 29.      |
| Amit és Reit éjszaka az utcán rajtakapják, ahogy éppen egy szörnyet próbálnak üldözőbe venni. Ezért Ami édesanyjának az a véleménye, hogy a lánya nem való az osztálytársai közé. |                                                       |                      |
| 34 | A Mother-and-Daughter Talk                            | 2004. június 5.      |
| Amit és Reit eltiltják egymástól, de ők szeretnék bebizonyítani, hogy barátságuk erősebb minden korlátozásnál. |                                                       |                      |
| 35 | Sailor Venus and Zoisite are Working Together?        | 2004. június 12.     |
| Zoisite és Sailor Venus felfedezik, hogy közös célért dolgoznak, ezért félreteszik korábbi ellentéteiket, hogy együttműködhessenek. |                                                       |                      |
| 36 | Princess Sailor Moon Appears                          | 2004. június 19.     |
| Beryl megkörnyékezi Mamorut, és mint Endymion herceget, a sötét mágia hatására sikeresen átállítja az ő oldalára. |                                                       |                      |
| 37 | The Princess Will Cause a Catastrophe?                | 2004. június 26.     |
| Uszagi eltűnik, és a lányok kétségbeesetten indulnak a keresésére. Hogy a szülei ne vegyék észre az eltűnését, megpróbálják kimagyarázni valahogy a dolgokat. |                                                       |                      |
| 38 | Believe Me! I Definitely Not Destroy the Planet       | 2004. július 3.      |
| Az előző rész eseményei idején játszódó részben Uszagi beszélget tulajdonképpeni önmagával, Sailor Moon-nal, és biztosítja róla őt, hogy a múltbeli események nem fognak újra megtörténni. |                                                       |                      |
| 39 | Usagi's Mother's Challenge as Reporter                | 2004. július 10.     |
| Uszagi édesanyja tévériporternek áll. Mindeközben Endymion is visszatér, de már mint Sailor Moon ellensége mutatkozik be. |                                                       |                      |
| 40 | Minako vs. Rei, Where's the Battle?                   | 2004. július 17.     |
| Minako abba akarja hagyni énekesi karrierjét, de váratlanul egy új rivális, Reiko Mars jelenik meg a színen. |                                                       |                      |
| 41 | Actually, I'm a Senshi                                | 2004. július 24.     |
| Hogy megvédhessék barátaikat a szörnyek támadásától, Uszagi és Makoto kénytelen felfedni mások, többek között Naru előtt is kilétét. |                                                       |                      |
| 42 | I Won't Use the Power of the Legendary Silver Crystal | 2004. július 31.     |
| Uszagi edzi magát, hogy az Ezüstkristályt megfelelően tudja használni. Eközben Beryl egy követ helyez el Endymion testében, ami energiát szív el tőle, valahányszor Uszagira gondol. |                                                       |                      |
| 43 | Usagi and Mamoru's Promise                            | 2004. augusztus 7.   |
| Uszagi továbbra is keményen edz, hogy erős harcos lehessen. Endymion közben kegyetlen alkut köt Beryl-lel, hogy még egyszer találkozhasson Sailor Moon-nal. |                                                       |                      |
| 44 | Zoisite Turned Back into a Stone                      | 2004. augusztus 14.  |
| Hogy megmentse Endymion életét, Zoisite feláldozza a sajátját, mert Beryl ellenére tesz. |                                                       |                      |
| 45 | Youma Metalia's Violent Attack                        | 2004. augusztus 21.  |
| Minako beteg lesz és képtelen lesz átváltozni. Ami és Makoto megtudják ezt, de nem akarják elmondani Uszaginak. |                                                       |                      |
| 46 | Sailor Venus Awakans her Senshi Powers                | 2004. augusztus 28.  |
| Makoto felveszi egy szörnnyel a harcot, és megsérül. Közben Minako ráébred, hogy másként is élhetné az életét, mint eddig tette, és felszínre törnek belőle igazi harcosi erejei. |                                                       |                      |
| 47 | Goodbye, Minako                                       | 2004. szeptember 4.  |
| Minako súlyos betegségét nem lehet tovább titkolni Uszagi elől. A lányt megműtik, de sajnos a beavatkozást nem éli túl. |                                                       |                      |
| 48 | Mamoru is Captured by Metalia                         | 2004. szeptember 18. |
| Mamoru magába zárja Metalia úrnőt, de képtelen arra, hogy az erejét kordában tartsa. |                                                       |                      |
| 49 | The Five Sailor Senshi Surpassed their Previous Lives | 2004. szeptember 25. |
| Endymion és Sailor Moon megmentik a Földet a Dark Kingdom pusztításától, de csak a saját életük árán. Végül ők is visszakerülnek a valóságba, ahol a négy lány (még Minako is) boldogan és gondtalanul élnek. |                                                       |                      |
| S | Special Act – We're Getting Married!                  | 2004. október 26.    |
| Négy évvel a sorozat történései után végre szemtanúi lehetünk Uszagi és Mamoru esküvőjének. |                                                       |                      |
| 0 | The Birth of Sailor V                                 | 2005. március 25.    |
| A történet középpontjában Aino Minako áll, aki egy Artemisz nevű macska segítségével Sailor V-ként lesz a szeretet és az igazság harcosa. Első küldetése során épp Uszagit kell megvédenie az elszánt ékszertolvajoktól. |                                                       |                      |
| mini 1 | The Secret of Tuxedo Mask’s Birth                     | 2005. március 25.    |
| Uszagi és Mamoru beszélgetése közben szóba kerül az Álarcos Férfi eredete. |                                                       |                      |
| mini 2 | Hina Afterwards…                                      | 2005. március 25.    |
| Mamoru korábbi barátnője, Kuszaka Hina további sorsába pillanthatunk be. |                                                       |                      |